# いわき市立草野心平記念文学館
いわき市立草野心平記念文学館（いわきしりつくさのしんぺいきねんぶんがくかん）は福島県いわき市にある、文化勲章受章者・日本藝術院会員で、蛙の詩人としても有名な草野心平に関する資料を集めた市立文学館・生涯学習施設。

## 施設概要
施設は大きく分けて常設展示室、企画展示室、文学プラザ、小講堂、アートパフォーミングスペース、アトリウムロビーなどからなっている。
常設展示室では主に草野心平自身についての展示が中心で、企画展示室では心平と交流のあった作家や他のいわきの詩人についての展示などが中心となっている。他に季節ごとの企画展なども行われている。
アートパフォーミングスペースとアトリウムロビーでは絵画展や写真展、詩の朗読会、コンサートなど様々な芸術活動が実施されている。
文学プラザでは文学図書の閲覧や情報検索ができ、小講堂では講演会や講座、シンポジウム、文学シアターなどが開催されている。
その他自然豊かな屋上庭園や遊歩道でリラクゼーションを楽しむこともできる。

## 開館・休館案内
- 開館時間：午前9時 - 午後5時（展示室への入場は閉館30分前まで）。※7月、8月の毎週金曜日は、夜8時まで開館
- 休館日：毎週月曜日（ただし、月曜日が祝日等の場合は開館し翌日休館）、年末年始（12月29日 - 1月1日）

## 観覧料（常設展）
- 一般　420円（330円）　　※（　　）内は20人以上の団体割引料金
- 高校・高専・大学生　310円（250円）
- 小・中学生　150円（120円）

※いわき市在住の65歳以上の人は無料。

## アクセス
- JR東日本磐越東線小川郷駅より車で5分
- JR東日本常磐線・磐越東線いわき駅より車で20分
- 常磐自動車道いわき中央ICより車で15分
- 高速バス（東京－いわき線、会津若松・郡山－いわき線、福島－いわき線）いわき駅前バス停より車20分

## 関連施設
- 草野心平生家（草野心平記念文学館管理）[1][2]

## 周辺

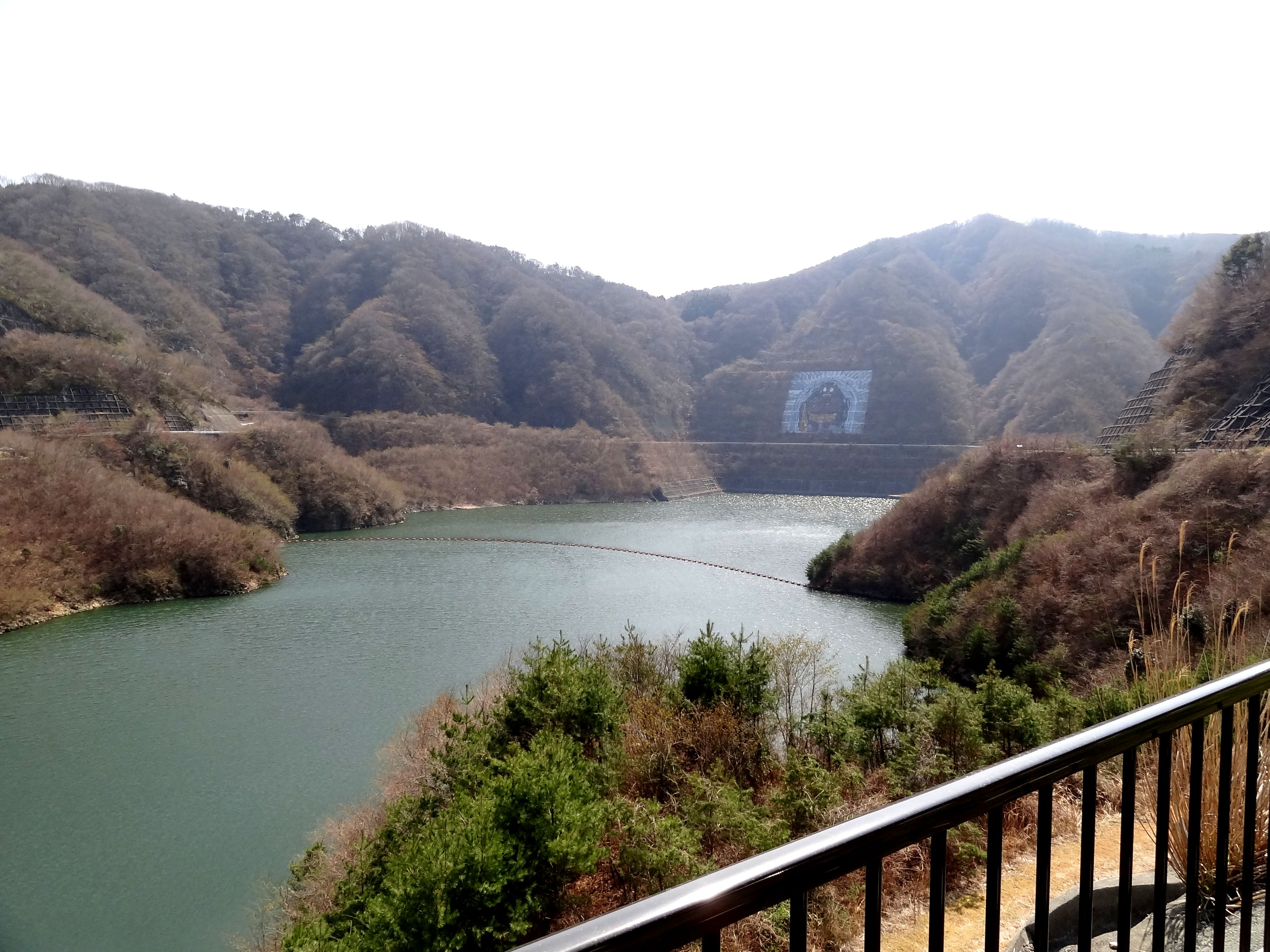
小玉ダムのダム湖であるこだま湖

- 小玉ダム[3]
- 小玉川
- 小玉神社
- 小玉川第一発電所

## 参考・ 関連項目
- 草野心平
- 吉野せい
- いわき市
- 天山文庫

## 参考・外部リンク
- いわき市立草野心平記念文学館
- 草野心平記念文学館（いわき市ホームページ）